# استخدام إحدى اليدين

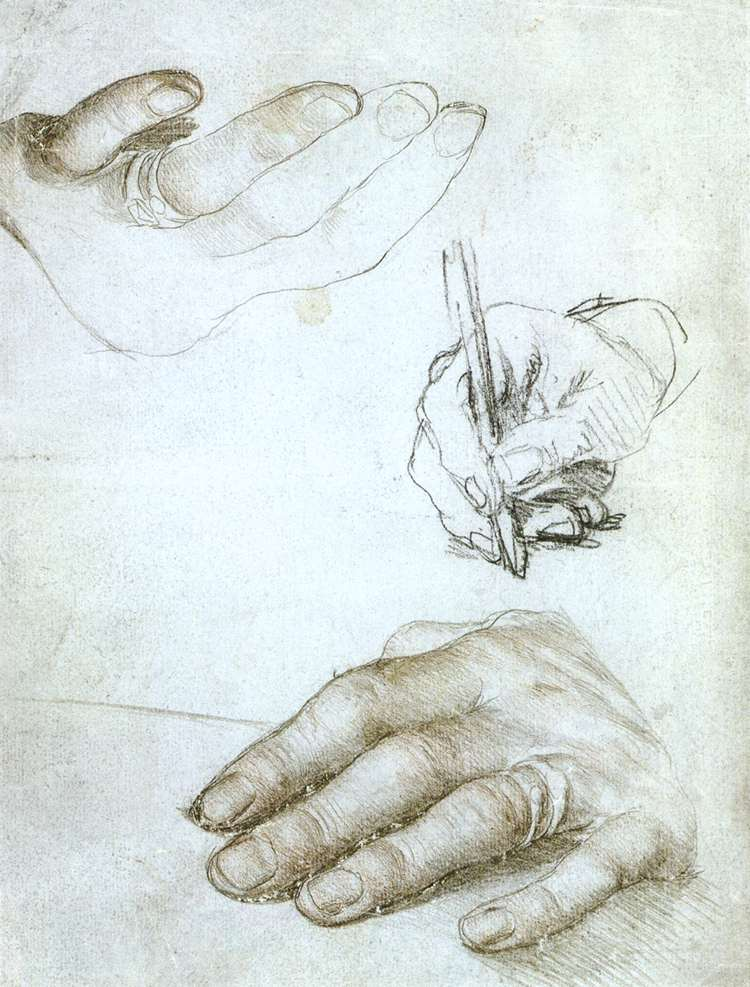

استخدام إحدى اليدين  أو الاستعمال المفرط لإحدى اليدين (الاسم العلمي: Handedness) هو الأداء الأفضل (الأسرع أو الأدق) باستخدام اليدين أو تفضيل الشخص لاستخدام إحدى يديه على الأخرى، وهي ما تعرف باليد المهيمنة. استخدام إحدى اليدين ليس متغير منفصل (استخدام اليد اليمنى أو اليسرى)، ولكن متغير مستمر يمكن التعبير عنه على مستويات بالتبادل في استخدام اليد اليسرى أو اليمنى القوية. هناك أربع أنواع من تفضيل استخدام إحدى اليدين : استخدام اليد اليسرى (الأعسرية أو الأيسرية)، استخدام اليد اليمنى (الأيمنية)، استخدام اليدين بنفس القوة (الأضبطية). استخدام اليدين بقوة متفاوتة. استخدام اليد اليسرى شائع بصورة ما بين الرجال عن النساء.

## أنواع
- استخدام اليد اليمنى هو الأكثر شيوعًا. فالأشخاص الذين يستخدمون اليد اليمنى يكونون أكثر مهارة في أداء المهام باستخدام يدهم اليمنى. وتقترح الدراسات أن 88-92% من سكان العالم يستخدمون يدهم اليمنى.[5]
- الاشخاص الذين يستخدمون يدهم اليسرى أقل شيوعًا عما يستخدمون يدهم اليمنى. الأشخاص الذين يستخدمون يدهم اليسرى هم الأكثر مهارة في أداء المهام عند استخدام يدهم اليسرى. تقترح الدراسات أن حوالى 10% من سكان العالم يستخدمون يدهم اليسرى.[6]
- استخدام اليدين بقوة متفاوتة هو تغيير تفضيل استخدام الأيدى عند أداء المهام. وهذا شائع في حوالى 1% من السكان.
- استخدام اليدين بنفس القوة نادر جدًا، على الرغم من أنه يمكن أن يُكتسب. الشخص الذي يستخدم يدية بنفس القوة يكون قادر على أداء المهام باستخدام إحدى اليدين بالتساوي. أما الأشخاص الذين لا يزالون يتعلمون هذه المهارة فهم يفضلون بالأساس استخدام اليد المهيمنة.
- الأشخاص العفكاء يعانون من الضعف في استخدام كلا اليدين. مهارات الأعفك الحركية ربما تكون ضعيفة وهذا ينتج عن حالة فزيائية منهكة، مثل «عسر الكتابة».

## النظريات التنموية باستخدام أحد اليدين
هناك عدة نظريات لكيفية تطور استخدام إحدى اليدين في كل البشر. الأحداث أثناء تطور الجنين قد تكون هامة؛ وقد درس الباحثون الأجنة في الأرحام وقرروا أن استخدام أحد اليدين في الرحم مؤشر دقيق جدًا لاستخدام إحدى اليدين بعد الولادة. خلصت إحدى الدراسات عام 2013، أن 39% من الأطفال الصغار (بعمر 6 إلى 14 شهر) و 97% من الأطفال المتهادين (بعمر 18 إلى 24 شهر) تفضيل استخدام إحدى اليدين.

### تقسيم العمل
هناك نظرية واحدة، فيما يتعلق بكيفية تأثير استخدام إحدى اليدين على نصفى المخ، وهو نصف المخ المتحكم في العمل. حيث أن التحدث والعمل اليدوي يتطلب المهارات الحركية الدقيقة فان الافتراض بان هذا ربما يكون أكثر كفاءة عند اختيار أحد نصفي المخ أو كلاهما في العمل، فضلًا عن تقسيم العمل بينهما. في معظم الناس، يتحكم الجانب الأيسر من الدماغ، ويكون الشخص مستخدمًا ليده اليمنى. هذه النظرية تفترض أيضًا أن يكون الناس عُسر ولديهم عكس في تقسيم عمل الدماغ.
تحدث غالبًا العملية اللفظية في مستخدمي اليد اليمنى في نصف الدماغ الأيسر، حيث تحدث عملية الإبصار الفراغى غالبًا في نصف الدماغ المقابل. الأشخاص العُسر لديهم منظمة دماغية غير متجانسة حيث أن نصف الدماغ يُنظم بنفس الطريقة التي تحدث في مستخدمى اليد اليمنى (ولكن مع انعكاس نصف الدماغ) أو حتى باستخدام كلا النصفين في العملية اللفظية. وعند أخذ المتوسط عبر جميع أنواع العُسر، أظهر مستخدمي اليد اليسرى تجانبا أقل.

### العوامل الوراثية
يمثل استخدام أحد اليدين نمط وراثى معقد. على سبيل المثال، إذا كان كلا الأبوين للطفل عُسر، فهناك احتمالية بنسبة 26% أن يكون الطفل أعسر. أأشارت دراسة كبيرة على التوائم اجريت على 25,732 عائلة بواسطة ميدلاند وأخرون (2006) أن الوراثة في استخدام إحدى اليدين تتمثل في حوالى 24%.
حتى الآن، اقترُحت اثنتان من نماذج نظرية الجينات الوحيدة لتفسير أنماط وراثة استخدام إحدى اليدين، الأولى بواسطة ماريان أنيت من جامعة ليستر والثاني بواسطة البروفسير كريس ماكمنس من جامعة لندن.
بيد أن تزايد وزن الأدلة من دراسات الارتباط ونطاق الجينوم تشير إلى أن التباين الوراثى في استخدام أحد اليدين لا يمكن تفسيره من موضع وراثي جيني واحد استنتج ماكمانس واخرون من هذه الدراسات الآن أن استخدام إحدى اليدين ينتج من جينات متعددة وقدروا أن هناك حوالي 40 موقع جيني يساهمون في تحديد هذه السمة.
أجرى براندلر وآخرون دراسة واسعة النطاق على الجينوم لقياس مهارة استخدام اليد ووجدوا أن الجينات المتورطة في تحديد عدم تماثل النصف الأيمن/الأيسر من الجسم يلعب دورًا في تحديد استخدام أحد اليدين. هذه النتائج تفترض نفس الآلية في تحديد عدم تماثل النصف الأيسر/الأيمن من الجسم (مثل:مسار الاشارات العقدي وتخليق الأهداب) قد تلعب دورًا في تطوير عدم تماثل المخ (فاستخدام إحدى اليدين هو انعكاس لعدم تماثل الوظائف الحركية للدماغ).

### التعرض الهرموني قبل الولادة
احددت إحدى الدراسات عام 2003 والتي أجراها مركز السيطرة على الأمراض أن الذكور المعرضين لهرمون داى اثيل ستيلبسترول في الأرحام (وهو دواء مصنع معتمد على الاستروجين لزيادة الخصوبة) كانو أكثر احتمالية أن يكونو عُسر عبر مجموعة التحكم. تشير الدراسات الحيوانية على داى اثيل ستيلبسترول إلى أن الاستروجين يؤثر على الدماغ المتطور، بما في ذلك الجزء الذي يتحكم في السلوك الجنسي وفرض هيمنة استخدام اليد اليمنى أو اليسرى  .

### عدم التماثل الدهليزي قبل الولادة
وجد بريفك، بعد مراجعة عدد كبير من الدراسات أدلة على أن وضع الجنين في الأشهر الثلاثة الأخيرة ووضع الجنين اللاحق أثناء الولادة يؤثر على استخدام إحدى اليدين. حوالي ثلثى الأجنة تولد عبر  القفا (مؤخرة الرأس) عند الولادة. وهذا يفسر جزئيًا لماذا يؤدى الابتسار إلي انخفاض استخدام اليد اليمنى. ويقول بريفك أن وضع قبل الولادة غير المتماثل يخلق تحفيز غير متماثل للجهاز الدهليزي، وهو المتورط في تطوير تفضيل أحد اليدين. في الحقيقة يرتبط كل اضطراب رئيسي يظهر في المرضى المستخدمين أيديهم اليمنى بشذوذ أو تأخير في الجهاز الدهليزي وعدم تماثل القشرة الدهليزية والذي يرتبط بقوة بتحديد تفضيل إحدى اليدين.

### الموجات فوق الصوتية
تقترح نظرية أخرى أن الموجات فوق الصوتية قد تؤثر على أدمغة الأطفال الذين لم يولدو بعد، مما يسبب ارتفاع معدلات الأطفال العٌسر الذين تتعرض امهاتهم لموجات فوق صوتية أثناء فترة الحمل. وتقترح البحوث المتعلقة بهذا الموضوع أنه قد تكون هناك علاقة ضعيفة بين الفحص بالموجات فوق الصوتية (السونار المستخدم للتحقق من النمو الصحي للجنين والأم خلال فترة الحمل) واستخدام اليد اليسرى.

## الميزات

### متوسط العمر المتوقع
على الرغم من أن الأوراق العلمية التي نشرت في عام 1989 وعام 1991 ادعت ان متوسط العمر المتوقع للسكان العُسر أقل ب 9 سنوات من مستخدمي اليد اليمنى، ولكن سرعان ما فقدت هذه النتائج مصداقيتها. درس الكتاب تفضيل استخدام إحدى اليدين وانخفاض السن مؤخرا في ولاية كالفورنيا وفشلو في توضيح حقيقة أن كبار السن أقل احتمالا من الشباب أن يكونو مستخدمين لليد اليسرى.

### الذكاء
أوضح كريس ماكمانس من جامعة لندن في كتابه اليد اليمنى، واليد اليسرى تزايد نسبة مستخدمى اليد اليسرى كمجموعة أنتجت تاريخيا حصة أعلى من متوسطي المتفوقين. ويقول أن أصحاب عقول مستخدمي اليد اليسرى منظمة بطريقة مختلفة (في طريقة تزيد من توسط القدرات) كما تتحكم الجينات المحددة لاستخدام اليد اليسرى تطوير مراكز اللغة في الدماغ.
يقر ماكمانس في كتاباتة في الصحيفة العلمية الأمريكية،
قد كشفت الدراسات في المملكة المتحدة، والولايات المتحدة واستراليا أن العسر يختلفون عن مستخدمي اليد اليمنى في معدل الذكاء بنقطة واحدة، وهو ما ليس جديرا بالملاحظة... تختلف بنية العسر عن مستخدمي اليد اليمنى في طريقة تسمح لهم باستخدام اللغة والعلاقات الفراغية والمشاعر بطرق أكثر تنوعا ويحتمل ان تكون خلاقة أيضا، ولا سيما تفوق عدد أكبر قليلا من العسر في الموسيقى والرياضيات. كما وجدت دراسة للموسيقيين في الاوركسترا الفنية أن نسبة العسر تمام الموهبين أكثر من مستخدمى اليد اليمنى، حتى بين هؤلاء الذين يلعبون الالات المصممة لمستخدمى اليد اليمنى، مثل الكمان وبالمثل وجدت دراسات المراهقين الذين أخذو اختبارات لتقييم القدرة الرياضية والحسابية أن اغلب الموهوبين كانو من مستخدمى اليد اليسرى.

#### مرحلة الطفولة المبكرة الاستخبارات
درس نيلسون، كامبل، وميشيل الرضع وإمكانية تطوير استخدام إحدى اليدين أثناء الطفولة وارتباطها بالقدرات باللغوية في الأطفال الصغار. اختبروا في الدراسة  38 رضيعا وتابعوهم حتى سن 12 شهر ثم مرة أخرى عندما صاروا أطفالا متهادين بعمر 18-24 شهر وجدوا أنه عندما يستخدم الطفل اليد اليمنى أو اليسرى خلال الطفولة (مثل استخدام اليد اليمنى لوضع المصاصة مجددا في الفم، أو التقاط أشياء عشوائية باليد اليسرى)، كانو أكثر احتمالية لحصولهم على مهارات لغوية متفوقة كطفل متهادي. أظهر الأطفال الذين تأخروا في استخدام إحدى اليدين خلال الطفولة (عندما كانو أطفالا صغار نموًا طبيعيًا للغة وسجلوا نتائج لغوية مثالية). واستخدم الباحثون جداول بيلي لنمو الطفل الصغير والطفل المتهادي لتقييم جميع الحالات.

### الصحة
ارتبط انخفاض وزن الولادة والمضاعفات عند الولادة ايجابيا مع العسر أظهرت مجموعة زائدة من العسر انفصامًا في الشخصية والذي فُسر على أنه أثر تجريبي. استنتجت إحدى الاستعراضات المنهجية : «أن مستخدمي اليد اليسرى لم يظهرو نزعة منهجية للمعاناة من اضطرابات الجهاز المناعى».
يتمتع العسر بمميزات في القتال والرياضة وزيادة الخصوبة.

### الدخل
خلص الباحثون من كلية لافيبت وجامعة جون هوبكنز في دراسة أمريكية عام 2006 أنه ليس هناك أي ارتباط ذا أهمية بين تفضيل استخدام إحدى اليدين والدخل السكاني بصفة عامة ولكن تم العثور أن الجامعيين الذين تلقوا تعليمهم من العسر حصلوا على دخل أكبر بنسبة 10-15% من نظرائهم مستخدمي اليد اليمنى.
في الآونة الأخيرة، وجد الاقتصادى جوش جودمان من جامعة هارفارد في دراسة نشرها عام 2014 بواسطة المكتب الوطني للبحوث الاقتصادية أن العسر يكسبون بمقدار أقل 10-12٪ على مدى حياتهم من مستخدمي اليد اليمنى. ويعزو جودمان هذا التفاوت إلى معدلات أعلى من المشاكل العاطفية والسلوكية في الناس العسر.

### استخدام اليد اليسرى والرياضة
وقد وجد أن الرياضات التفاعلية مثل كرة الطاولة وتنس الريشة، والكريكت وكرة المضرب لديها عدد مفرط من مستخدمى اليد اليسرى بينما وجد أن الرياضات غير التفاعلية مثل السباحة لم تظهر هذا العدد المفرط المماثل. وقد يُعزى هذا الافراط بين المشاركين إلى اختلاف جسدي صغير. كما وجد أنه في المبارزة كان نصف المشاركين تقريبا من العسر.
تأتي المزية للاعبين في الرياضات الفردية، مثل كرة المضرب والملاكمة والمبارزة أو الجودو، أن نسبة العسر بين السكان هي 10% بينما يمثل مستخدمى اليد اليمنى 90%، إذ يلعب العسر 90% من الألعاب ضد منافسين يستخدمون يدهم اليمنى ومدربين جيدًا على التعامل مع عدم التماثل. بينما يلعب مستخدمى اليد اليمنى 90% من مباراياتهم ضد مستخدمي اليد اليمنى الآخرين. وهكذا، عندما يتواجد مع شخص أعسر فانه يكون أقل تدريبا (شاهد مونيكا سيلس ورافيال نادال). وعندما يتنافس شخصين أعسرين ضد بعضهما البعض فمن المحتمل أن تكون المنافسة في نفس المستوى الذي يلعب عليه مستخدمي اليد اليمنى ضد بعضهم البعض وهذا يفسر لماذا تم العثور على عدد كبير غير متناسب من الاشخاص العسر في الألعاب الرياضية حيث تسود المواجهات الفردية.
العوامل الأخرى، الخاصة بالالعاب الرياضية قد تزيد أو تنقص من مميزات الأشخاص العسر المستخدمة في المواجهات الفردية:
- في لعبة الكركيت، تزداد الاستفادة الشاملة للرامي الأعسر عن تلك الناجمة عن الخبرة وحدها، حتى في تجاهل عامل الخبرة (أي، حتى بالنسبة لضارب الكرة وخبرته ضد الرامي الأعسر والتي تساوى خبرته ضد الرامي الذي يستخدم يده اليمنى)، يتحدى الرامي الأعسر المتوسط (أي، الرامي مستخدم اليد اليمنى أكثر مما يفعل ضارب الكرة الذي يستخدم اليد اليمنى، لأن زاوية الرامي يصعب ايصالها إلى ضارب الكرة عكس ذلك وهذا يوفر اختراق أكثر بكثير مقارنة بهذا الذي يقدمه الرامي أيمن اليد إلى ضارب الكرة) (شاهد وسيم أكرم).
- في كرة الطائرة تكون الإستراتيجية المثالية للعب بجانب الحائط الأيسر مما يضطر المنافس لاستخدام يده اليسرى للرد على الهجوم المعاكس ولعب الكرة بقوة على جانب اليد اليسرى للمنافس.
- في هوكي الجليد تكون الإستراتيجية المثالية للعب في تشارك الدفاع حيث يكون أحدهما أعسر اليد بينما يستخدم الآخر يده اليمنى. ويكون عدد كبير غير متناسب من لاعبي هوكي الجليد في كل المواضع يستخدمون يدهم اليسرى بنسبة 62% .[37]

### النسبة بين الجنسين واستخدام إحدى اليدين
يمثل مستخدمي اليد اليسرى عدد أكبر بين الرجال عن النساء ويقدر أن يكون مستخدمى اليد اليسرى أكثر انتشارًا بنسبة حوالي 20% بين الرجال عن الإناث
.

### الجنسية والهوية الجنسانية
أفادت عدد من الدراسات التي تدرس العلاقة بين استخدام إحدى اليدين وتحديد الجنس أن هناك أقلية غير متناسبة من المثليين الذين يفضلون استخدام يدهم اليسرى على الرغم من اختلاط النتائج.
وجدت دراسة عام 2001 أيضا أن الذكور المولودين بهويات غير تقليدية كانو أكثر مرتين في احتمالية كونهم أشخاص عُسر أكثر من مجموعة التحجارب المقارنة (19.5% مقابل 8.3% على التوالى).
كما ارتبط البارافيليا (وهي اهتمام جنسى شاذ) بمعدلات أعلى من استخدام اليد اليسرى. وخلصت دراسة عام 2008 إلى تحليل التخيلات الجنسية ل 200 ذكر " ارتبطت الاهتمامات الجنسية الشاذة بمستوى مرتفع من غير مستخدمي اليد اليمنى.) كما تم توثيق معدلات أكبر من الاشخاص العسر الذين لديهم اهتمامات جنسية شاذة بالاطفال "غلمانية".
حاولت إحدى الدراسات عام 2014 تحليل العلامات البيولوجية الاجنسية التي تؤكد أن الرجل والمرأة اللاجنسيين كانو أكثر احتمالية 2.4 و 2.5 مرة على التوالي أن يكونوا أشخاصًا عسر عن نظرائهم من الجنسيين المختلفين.

## الوصمة الإجتماعية والقمع من استخدام اليد اليسرى
صُممت العديد من الأدوات والإجراءات التي تهدف إلى تيسير استخدام اليد اليمنى، غالبًا دون إدراك الصعوبات التي يواجها الأشخاص العُسر. وكتب جون سانتروك، «عانى الاشخاص العسر لقرون عدة من التفرقة المجحفة في عالم مصمم لمستخدمى اليد اليمنى».
ولاحظ ماكمونس أنه، ببداية الثورة الصناعية، احتاجت العمالة اللازمة لتشغيل الآلات المعقدة إلى تصميمات تتنافس مع مستخدمى اليد اليمنى. وهذا من شأنه أن يجعل مستخدمي اليد اليسرى أكثر وضوحا وفي الوقت نفسه يبدون أقل قدرة وأكثر خرقًا. خلال هذه الحقبة، كان يتم تعليم الكتابة للأطفال بواسطة قلم التراجع. بينما كان يستطيع مستخدمى اليد اليمنى استخدام القلم بسلاسة ونقله بين الأوراق، وهذا لا يمكن بسهولة لمستخدمى اليد اليسرى دون سكب بقع الحبر على الأوراق.
وعلاوة على ذلك، وبصرف النظر عن أي ازعاج، اعتُبر الاشخاص العسر سيئوا الحظ أو ضارين لاختلافهم عن غالبية مستخدمى اليد اليمنى. في العديد من اللغات الأوروبية، بما فيها الإنجليزية، كانت تعني كلمة «يمين» «صحيح» بالإنجليزية. على مر التاريخ، كان ينظر إلى الشخص الاعسر نظرة سلبية، وتعني الصفة اللاتينية يسار نفس معنى كلمة غير محظوظ، وهذا المعنى المزدوج تزايد في اللغات الأوروبية المشتقة عن اللاتينية بما في ذلك الإنجليزية (فقط عند الإشارة إلى اليد اليسرى الحاملة للسلاح). 
توجد هناك الكثير من الدلالات السلبية المرتبطة بعبارة «أعسر»: أخرق، محرج، سئ الحظ، غير مخلص، شرير، خبيث، وهلم جرا. تعتبر «مجاملة الأعسر» أحد المجاملات المرفوضة معنىً وشكلًا. في الفرنسية، تعنى gauche  كلًا من «أيسر» و «محرج» أو «أخرق»، بينما تعنى droit (والمشابهة في الإنجليزية إلى كلمة "adroit" والتي تعنى بارع) كلًا من «أيمن» و «مستقيم» مما يطي نفس المعنى المعبر عن «القانون» أو «الحق». اشتُق الاسم دكستر Dexter من الكلمة اللاتينية «يمين»، كما تعني كلمة «المهارة-dexterity» المهارة اليدوية. وبينما تكون هذه الكلمات قديمة جدا، إلا أنها تدعم النظريات التي تشير إلى سيادة استخدام اليد اليمنى وهي ظاهرة قديمة جدا.  
يشار إلى السحر الاسود في بعض الأحيان ك«مسار اليد اليسرى» 
كان هؤلاء الذين يستخدمون يدهم اليسرى حتى وقت قريب جدًا في تايوان (ولا يزالون كذلك في البر الرئيسى في الصين) يتلقون تشجيعًا قويًا للتبديل إلى استخدام يدهم اليمنى، أو على الأقل التبديل إلى الكتابة باليد اليمنى. ونظرًَا إلى أهمية كتابة المجموع، والتي صُممت لراحة مستخدمي اليد اليمنى لذا يعتبر من الصعب كتابة الأحرف الصينية مقروءة من الجهة اليسرى وهذا أكثر صعوبة من كتابة الأحرف اللاتينية، على الرغم من كون هذه الصعوبة ذاتية وتعتمد على الكاتب ولأن الكتابة عند تحريك يد واحدة بعيدًا عن جانبها تجاة الجانب الآخر للجسم فيمكن أن يسبب هذا التلطخ إذا سمح للجانب الخارجي من الجسم بالحركة عند الكتابة، وربما يكون كتابة الأحرف اللاتينية أقل جدوى باستخدام اليد اليسرى عن اليمنى تحت ظروف خاصة.وفي المقابل، تعتبر كتابة الأحرف من اليمين إلى اليسار، في بعض اللغات مثل العربية والعبرية، أسهل عند الكتابة باليد اليسرى بشكل عام. يمكن أن يكتب الكاتب الاعسر بدقة وكفاءة أو اهمال وبطئ ككاتب اليد اليمنى تبعا للموقف وميل ورق الكتابة، وطريقة الكتاب. وعادة ما يحتاج الطفل الأعسر أن يدرس كيفية الكتابة بشكل صحيح باستخدام اليد اليسرى، حيث أن اكتشاف اسلوب الكتابة باليد اليسرى قد لا يكون واضحا ومريحا كالكتابة باليد اليمنى.

## اليوم العالمي للعُسر
يقام الاحتفال ب اليوم العالمي للعسر سنويا كل 13 أغسطس . تم تأسيس هذا اليوم بواسطة نادي العسر عام 1992، مع تأسيس النادي عام 1990. يعتبر اليوم العالمي للعسر، وفقا للنادى، «حدثا سنويا عند العسر في كل مكان يمكن أن يحتفلوا باستخدامهم لليد اليسرى وأن يزيدوا من الوعى العام لمزايا وعيوب كونهم أشخاص عسر». يحتفلون في ذلك اليوم بتفردهم واختلافهم، إذ أنهم يمثلون من سبعة إلى عشرة في المية من كثافة سكان العالم. يحتاج الآلاف من الاشخاص العسر في مجتمعنا اليوم إلى التكييف مع استخدام الأغراض والادوات التي تحتاج استخدام اليد اليمنى. مجددا وفقا للنادى هناك أكثر من حدث اقليمى للاحتفال بهذا اليوم في عام 2001 في المملكة المتحدة وحدها - بما في ذلك مباريات الأشخاص العسر - وحفل الشاى للاشخاص العسر، والحانات التي تستخدم كلابات باليد اليسرى حيث يشرب الرعاة ويلعبوا ألعاب الحانات باستخدام أيديهم اليسرى فقط، والمناطق التي تستخدم اليد اليسرى فقط حيث يستطيع الاشخاص العسر إخراج كل ابداعاتهم، وقدرتهم على التكيف والبراعة الرياضية والاحتفال بينما يتم تشجيع الاشخاص مستخدمي اليد اليمنى على تجربة استخدام الأغراض التي تتطلب استخدام اليد اليسرى ليروا كيف هو محرج أن يشعروا باستخدام الغرض الخاطئ.

## في الحيوانات
تفضل حيوانات الكنغر والشقبانيات استخدام يدها اليسرى في مهامها اليومية. لا يُتوقع أن يكون لدى الشقبانيات تفضيل حقيقي لاستخدام إحدى اليدين، فعلى عكس الثدييات المشيمي، تفتقر الشبقنيات إلى الجسم الثفني. يظهر بوضوح تفضيل استخدام أحد اليدين في الكنغر الأحمر وكنغر الشرق الرمادي.يفضل الولب أحمر الرقبة استخدام يده اليسرى في المهام التي تتطلب الدقة، بينما يستخدم يده اليمنى في المهام التي تتطلب القوة الجسدية. بينم لا توجد أدلة لكافية لتفضيل استخدام أحد اليدين في الأنواع ذات التحرك الشجري. وقد أظهرت الدراسات على القطط والكلاب والخيول ميل إناث هذه الحيوانات إلى استخدام اليد اليمنى، بينما يميل ذكورها إلى استخدام اليد اليسرى.